# Pardosa jartica
Pardosa jartica là một loài nhện trong họ Lycosidae.
Loài này thuộc chi Pardosa. Pardosa jartica được Urita, Guo Tang & Da-xiang Song miêu tả năm 1993.